# Satchelliella nubila
Satchelliella nubila är en tvåvingeart som först beskrevs av Johann Wilhelm Meigen 1818.  Satchelliella nubila ingår i släktet Satchelliella och familjen fjärilsmyggor. Inga underarter finns listade i Catalogue of Life.